# 블루스 브라더스
《블루스 브라더스》(The Blues Brothers)는 미국에서 제작된 존 랜디스 감독의 1980년 액션, 코미디, 뮤지컬 영화이다. 존 벨루시, 댄 애크로이드 등이 주연으로 출연하였고 로버트 K. 웨이스 등이 제작에 참여하였다.
체격이 판이한 두 형제의 이야기를 다뤘으며 키 크고(185cm) 깡마른 쪽이 엘우드 블루스(댄 애크로이드), 키 작고(173cm) 뚱뚱한 쪽이 졸리엣 제이크 블루스(존 벨루시)이다.
이 형제가 항상 정장에 중절모를 입고 다니는 이유는 소지한 옷이 이것밖에 없기 때문이다.

## 출연

### 주연
- 존 벨루시
- 댄 애크로이드

### 조연
- 제임스 브라운
- 캡 캘러웨이
- 레이 찰스
- 아레사 프랭클린
- 스티브 크로퍼
- 도널드 던
- 머피 던
- 윌리 홀
- 톰 말론
- 루 마리니
- 맷 머피
- 앨런 루빈
- 캐리 피셔
- 헨리 깁슨
- 존 캔디
- 존 리 후커
- 캐슬린 프리먼
- 스티브 로렌스
- 트위기
- 프랭크 오즈
- 제프 모리스
- 찰스 네이피어
- 스티븐 윌리암스
- 아맨드 세라미

## 기타
- 협력프로듀서: 조지 폴시 주니어
- 협력프로듀서: 데이비드 소스너
- 미술: 존 J. 로이드
- 의상: 데보라 나둘맨